# Joseph E. Stiglitz
Pour les articles homonymes, voir Stiglitz (homonymie).
Joseph E. Stiglitz, né le 9 février 1943 à Gary (Indiana), est un économiste américain, lauréat du prix Nobel d'économie avec George Akerlof et Michael Spence en 2001 « pour leurs travaux sur les marchés avec asymétrie d'information. ».
Il est l’un des fondateurs et des représentants les plus connus de la « nouvelle économie keynésienne ». Il acquiert sa notoriété populaire à la suite de ses violentes critiques envers le FMI et la Banque mondiale, émises peu après son départ de la Banque mondiale en 2000, alors qu’il y est économiste en chef.
Parmi les recherches les plus connues de Stiglitz figure la théorie du screening, qui vise à obtenir de l’information privée de la part d’un agent économique : cette théorie, avec les lemons d’Akerlof et l’effet signal de Spence, est à la base de l’économie de l’information et de la nouvelle économie keynésienne. Il s’intéresse aussi à l’économie du développement. On lui doit également la théorie du salaire d'efficience.

## Biographie

### Jeunesse et études

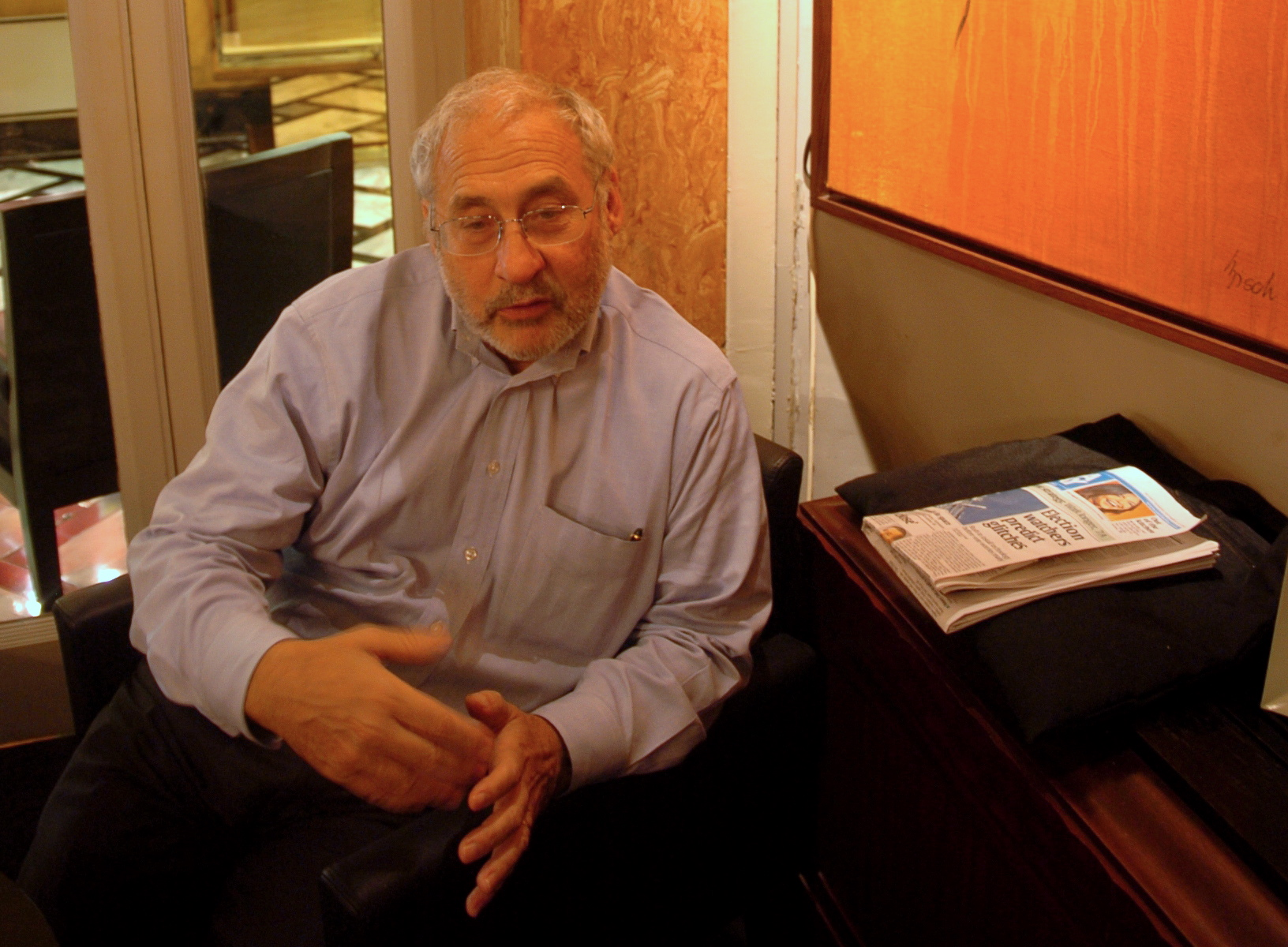
Joseph E. Stiglitz, le 14 septembre 2006 à Paris.

Stiglitz est né en 1943 à Gary dans l'Indiana (États-Unis), dans une famille juive. Ses parents étaient Charlotte et Nathaniel Stiglitz. De 1960 à 1963, il étudie à Amherst College. Sa quatrième année d’université se déroule au MIT, où il entreprend ses travaux de recherche. De 1965 à 1966, il continue ses recherches à Chicago avec Hirofumi Uzawa.
Il décroche son titre de docteur en 1967 (24 ans) au Massachusetts Institute of Technology (MIT) de Boston et une bourse Fulbright de recherche à Cambridge.
Après deux divorces, Stiglitz a épousé en troisièmes noces Anya Schiffrin le 29 octobre 2004. Celle-ci est professeur de journalisme à la School of International and Public Affairs de l’université Columbia (New York) et dirige le groupe de réflexion Initiative for a Policy Dialogue (IPD) fondé en 2000 par Joseph Stiglitz. Anya Schiffrin est aussi la codirectrice du programme International Media and Communications (IMC) de l’université Columbia.

### Parcours professionnel
Stiglitz est nommé professeur à 27 ans et entre, deux ans plus tard, à la Société d’économétrie, le panthéon de la profession. Ainsi commence alors une carrière exceptionnelle, à l’université Yale (1966-1973) d’abord où il est promu professeur ordinaire alors qu’il a à peine 27 ans. On le retrouve ensuite successivement à Stanford (1974-1976), Oxford (1976-1979), Princeton (1979-1988) avec, entre-temps, des séjours à l’Institut d’études du développement de l’université de Nairobi.
Entre-temps, il s’impose comme étant un grand théoricien et fait siens des sujets comme les causes et conséquences des inégalités, la persistance du chômage, la fréquence des crises financières. Cependant, Joseph Stiglitz oriente plus son attention vers l’asymétrie d’information. Un thème qui fera de lui un des fondateurs de l’économie de l’information, et c’est à ce titre d’ailleurs qu’il reçoit le « prix Nobel » d’économie en 2001.
Stiglitz enseigne actuellement dans la Graduate School of Business de l’université Columbia ; il est le rédacteur en chef du journal The Economists' Voice aux côtés de Bradford DeLong et Aaron Edlin. Il est également membre du Board of Advisors de l’Oxford Council on Good Governance. Il a par ailleurs été nommé par Jean-Paul II à l’Académie pontificale des sciences sociales.

## Action politique
Stiglitz a également joué de nombreux rôles politiques. Il a ainsi servi dans l’administration Clinton comme responsable du Council of Economic Advisers (trio de conseillers économiques) de 1995 à 1997. Il a par la suite été vice-président et économiste en chef de la Banque mondiale de 1997 à 2000. Il n’en critiquera pas moins fortement cette institution par la suite, ainsi que le Fonds monétaire international.
Il se montre également très critique envers le président George W. Bush, le considérant comme une menace pour la bonne tenue de l’économie mondiale ; pour lui, « le président américain serait plus dangereux que les candidats aux élections brésiliennes de 2002 ».
Selon une étude qu’il a codirigée avec Linda Bilmes (professeur en économie à Harvard), le coût de la guerre en Irak est sous-estimé, elle pourrait coûter entre mille et deux mille milliards de dollars contre une évaluation officielle (Institut de recherche du congrès) de 251 milliards depuis 2005 et six milliards de dollars par mois depuis.
En 2008, le président de la République française, Nicolas Sarkozy, lui confie une mission de réflexion sur le changement des instruments de mesure de la croissance française, conjointement avec Amartya Sen et Jean-Paul Fitoussi.

## Travaux économiques

### Asymétrie d’information
Les travaux les plus célèbres de Stiglitz portèrent sur la façon d’extraire des informations privées d’un agent économique (screening). Il obtint le « prix Nobel » d’économie en 2001 pour sa contribution, en collaboration avec George Akerlof et Michael Spence, à la théorie de l’asymétrie d’information, ayant posé « les bases d’une théorie générale sur les marchés avec asymétrie d’information ».
Avant l’avènement de modèles d’informations imparfaites et asymétriques, les néoclassiques traditionnels prétendaient que les marchés sont efficaces, mais cette efficacité était limitée par certaines défaillances du marché connues et étudiées. Des travaux plus récents réalisés par Stiglitz et d’autres économistes remirent en cause cette affirmation, afin d’avancer que l’efficacité des marchés n’est qu’exception et non commune situation. Stiglitz démontra (en partenariat avec Bruce Greenwald) que « quand les marchés sont incomplets et que l’information est imparfaite (ce qui est vrai en pratique dans toutes les économies), même une allocation compétitive sur ce marché n’est pas un optimum de Pareto ». Malgré le fait que ces conclusions et la perversité des défaillances du marché ne garantissent pas forcément que l’État intervienne massivement dans l’économie, il est clair que le rayon d’action « optimal » du gouvernement est définitivement plus large que ce qu’il est selon les écoles rattachées aux défaillances du marché. Pour Stiglitz, il n’existe rien de semblable à la main invisible. D’après l’économiste :

« Tant qu’existeront les externalités — quand les actions d’un agent économique ont un impact négatif ou positif sur d’autres qui ne payent pas ou contre lesquels ils ne sont pas assurés — les marchés ne fonctionneront pas de manière efficace. Mais des études récentes ont montré que ces externalités étaient perverses en situation d’asymétrie d’information, ce qui est toujours le cas. Le véritable débat aujourd’hui est de trouver un équilibre entre action gouvernementale et marchés. Les deux se révèlent indispensables. Chacun est complémentaire à l’autre, et cette balance se devra de varier en s’adaptant à l’espace-temps. »

Dans ses remarques ouvertes à l’issue de la réception du prix de la Banque de Suède, dans l’ aula magna de l’université de Stockholm, il déclara :

« J’espère montrer que l’économie de l’information représente un changement fondamental dans les pensées économiques actuelles. Les problèmes relatifs à l’information sont centraux afin de comprendre l'économie de marché, mais également l’économie politique, et dans le dernier chapitre de ce cours, j’explicite quelque peu les relations entre l’asymétrie d’information et la prise de décision politiques. »

Dans une interview de 2007, Stiglitz argumenta davantage :

« Les théories auxquelles moi-même (et d’autres) avons contribué expliquèrent pourquoi des marchés libres de toute restriction n’aboutissent souvent à aucune forme de justice sociale. Plus encore, ils ne produisent pas suffisamment de revenus. Curieusement, il n’y eut aucune tentative de remise en cause de la théorie de la main invisible d’Adam Smith : individus et entreprises, dans leur quête de leur propre intérêt ne sont pas nécessairement, ou généralement, guidés par une main invisible, vers l’efficacité économique. »

En 2007, Joseph Stiglitz a présenté l’idée selon laquelle une hausse des taux d’intérêt peut entraîner l’augmentation de la proportion d’emprunteurs à risque. Le mécanisme est le suivant : la hausse des taux rendant l’argent plus onéreux, les emprunteurs « raisonnables » ont tendance à temporiser. La perspective de bons rendements incite par ailleurs les banquiers à accorder des emprunts lorsque les taux montent : les investisseurs à risque se retrouvent donc proportionnellement plus nombreux.
Dans ce cas de figure, la réduction des risques passe par la réduction des prêts accordés, sans distinction.

### Hypothèse de la rigidité: salaire d’efficience
Stiglitz effectua également une série de recherches concernant la théorie du salaire d’efficience, et contribua à la création de ce qui sera défini comme le « modèle Shapiro-Stiglitz », afin d’expliciter les raisons du chômage qui se manifeste même en situation d’équilibre, et la question relative au manque d’attractivité des salaires pour les chercheurs d’emploi (en l'absence de salaire minimum) de manière que n’importe qui puisse trouver l’emploi lui convenant, et enfin pour savoir si le néoclassicisme peut aider à comprendre le chômage involontaire. La réponse à ces différentes questions fut proposé par l’économiste américain Carl Shapiro et son collègue Stiglitz en 1984. Selon eux, « le chômage est conséquence de la structure de l’information relative à l’emploi ». Deux observations constituent les bases de leur analyse :
1. Contrairement à d’autres formes de capital, les salariés peuvent quantifier leurs efforts.
2. Déterminer le niveau d’effort des salariés est coûteux.

Selon cette hypothèse, les employeurs peuvent avoir un intérêt à verser un salaire plus élevé que le salaire qui optimiserait leur profit, afin d’attirer et de conserver les meilleurs salariés et de corriger des biais informationnels.

### Paradoxe de Grossman-Stiglitz
Dans un article publié en 1980 avec Sanford J. Grossman, Stiglitz formule le paradoxe de Grossman et Stiglitz selon lequel les marchés efficients ne peuvent exister ; car si les prix reflétaient l'information disponible, alors il serait inutile pour les acteurs de marché de rassembler des informations pour le battre, et donc, il n'y aurait pas de raison d'échanger sur les marchés et ces derniers s'effondreraient.

### Finance durable et interdisciplinarité
Du 16 au 19 janvier 2020, il participe au lancement du Centre de compétences pour la finance durable (CCSF) de l'université de Zurich. Stimulé par l'urgence climatique, le nouveau centre compte sur l'interdisciplinarité, l'indépendance et le renom de 40 chercheurs, dont Marc Chesney, pour relever le défi et être un leader au niveau mondial. Ses activités comprennent la création de connaissances scientifiques sur la durabilité et le risque, aussi bien que les comportements individuels et collectifs en matière de finance, grâce à l'interdisciplinarité scientifique. Le développement des formations est prévu pour que les décisions soient prises sur la bases de connaissances élargies et à jour.

## Position sur le libre échange
Dans les années 1990, il écrivait que « les pays riches d'Amérique du Nord et d'Europe devraient éliminer tous les droits de douane et les quotas sur les marchandises en provenance des pays en développement ».

### Conseil aux pays de la zone euro
Il conseille maintenant[Quand ?], aux pays de la zone euro de contrôler leur balance commerciale par rapport à l'Allemagne, par des certificats d'importations/ exportations (une mesure protectionniste),.
En rappelant la théorie keynésienne, il explique que les déficits commerciaux sont néfastes: John Maynard Keynes soulignait que les pays ayant des excédents exercent une « externalité négative » sur leurs partenaires commerciaux et conduisent à une demande globale mondiale faible. Stiglitz écrit ainsi : « l'excédent de l'Allemagne signifie que le reste de l'Europe est déficitaire. Et le fait que ces pays importent plus qu'ils n'exportent contribue à la faiblesse de leurs économies ». Ainsi, il pense que les pays excédentaires s'enrichissent au détriment des pays déficitaires et ne croit pas au principe de l'avantage comparatif (base du libre-échange), qui stipule que le déficit commercial n'a pas d'importance puisque les échanges commerciaux sont mutuellement profitables.
De plus, il met en cause l'euro, qui serait à l'origine de ce déficit:« Le système euro signifie que le taux de change de l'Allemagne ne peut pas augmenter par rapport aux autres membres de la zone euro. Si le taux de change augmentait, l'Allemagne aurait plus de difficultés à exporter et son modèle économique, fondé sur des exportations fortes cesserait. En même temps, le reste de l'Europe exporterait plus, le PIB augmenterait et le chômage diminuerait ».

### Conseil aux États-Unis
Il dénonce les tentatives des États-Unis de protéger ou de recréer les emplois bien rémunérés dans le secteur manufacturier par des mesures protectionnistes. Il conseille aux États-Unis de poursuivre la mondialisation ou le libre-échange (basé sur la théorie de l'avantage comparatif) et de ne pas lutter contre la désindustrialisation par le biais des tarifs douaniers. Il écrit que « l'histoire ne peut pas être inversée » et « le protectionnisme n'aidera pas l'économie dans son ensemble ». « Les emplois seront détruits plus vite qu'ils ne seront créés: il y aura peut-être même moins d'emplois manufacturiers nets ».
Il écrit que la classe moyenne américaine est en effet la perdante de la mondialisation et la Chine la gagnante. Il estime que la demande intérieure chinoise est suffisante pour avoir une forte croissance et que le commerce extérieur n'est plus nécessaire. Mais il défend les excédents commerciaux de la Chine au détriment des États-Unis et croit que la Chine « répondra avec force et intelligence » et « frappera les États-Unis où cela fait mal sur les plans économique et politique » s'ils essaient de protéger leur industrie.

## Implication internationale
Joseph Eugene Stiglitz compte parmi les membres fondateurs du Collegium international éthique, politique et scientifique, association qui souhaite apporter des réponses intelligentes et appropriés qu’attendent les peuples du monde face aux nouveaux défis de notre temps.
À partir de septembre 2015, il fait partie du comité consultatif sur l'économie (avec notamment Thomas Piketty) qui conseille le nouveau leader du Labour britannique, Jeremy Corbyn.

## Controverses

### Santé financière de Fannie Mae et Freddie Mac
En 2002, des parlementaires républicains américains, dont les deux futurs candidats à la présidentielle de 2008, John McCain et Ron Paul, dénoncent la politique des GSE (Governement Sponsored Enterprises) Fannie Mae et Freddie Mac, consistant à cautionner les crédits immobiliers aux ménages insolvables, ceci malgré le danger de défaillance du système bancaire que cela représente. Les deux organismes à caution publique mandatent les économistes Joseph Stiglitz ainsi que Peter et Jonathan Orzag pour répondre à ces attaques. Ceux-ci publient un rapport qui conclut à la quasi-absence de risque de défaillance (1 sur 500 000 à 3 000 000), affirmant que les deux organismes disposent de suffisamment de capital. Avec la garantie de l'État, le marché prospère, provoquant la bulle immobilière des années 2000 et émet « des montants épiques de dette hypothécaire ». Adossé aux produits dérivés, il sera directement responsable de la crise des subprimes de 2007.

### Hugo Chávez
En 2007, Joseph Stiglitz appuie le président vénézuélien Hugo Chávez dans son objectif de création d’une banque de développement des pays du Sud, Banco del Sur. Selon Stiglitz, cette banque de développement offrirait un contrepoids au FMI et à la Banque mondiale.
Par ailleurs, Stiglitz soutient le gouvernement vénézuélien pour ses politiques en matière d’éducation et de santé, et pour avoir utilisé les fruits de l’exploitation pétrolière pour mettre en œuvre des politiques sociales profitant, selon lui, aux populations les plus démunies du Venezuela. Selon le journal américain The Atlantic, plusieurs indicateurs laissent penser que son bilan, même sur le plan social, n’est pas aussi positif que Stiglitz le laisse entendre. L’eau potable est passé de 7,2 % à 9,4 % entre 1999 et 2006, et le pourcentage de bébés nés avec une insuffisance pondérale est passé de 8,4 % à 9,1 %.
Les indicateurs des Nations Unies montrent cependant que la proportion de la population sans accès à l'eau potable est passée de 3 % à 4 % entre 2000 et 2006. La mortalité infantile est en baisse constante de 2000 à 2010, passant de 1,83 % à 1,47 %. La mortalité néo-natale baisse de 2000 à 2003, passant de 1,9 % à 1 %, restant stable jusqu'en 2009. La proportion d'accouchements assistés par du personnel médical qualifié est passée de 94 % à 98,1 % entre 2000 et 2011. L’indice de couverture des services de couverture sanitaire universelle est passé de 49 % à 77 % entre 2000 et 2015. Le nombre d'enfants présentant un retard de croissance modéré ou grave est en baisse constante depuis 2000. Le nombre de personnes sous-alimentées dans le pays est passé de 14,9 % en 2001 à 4,8 % en 2007, baissant constamment jusqu'à 2,5% en 2013. La proportion de la population utilisant les services d'assainissement de base est passée de 86,4 % en 2000 à 90,2 % en 2007, augmentant constamment jusqu'à aujourd'hui avec 98,4 % en 2022. Le taux de chômage total passe de 8,83 % en 2001 à 7,28 % en 2007.
Enfin, en puisant sans cesse dans les recettes de la PDVSA (compagnie d’État chargée de l’exploitation pétrolière) et en bridant les autres secteurs économiques, le gouvernement vénézuélien a gravement affaibli sa capacité à faire les investissements en capitaux nécessaires pour performer dans cette industrie, tout en condamnant l’économie vénézuélienne à vivre aujourd’hui la malédiction des ressources naturelles,.

### Conflit avec Kenneth Rogoff et le FMI
À la suite de la publication de La Grande Désillusion par Joseph Stiglitz, Kenneth Rogoff, alors économiste en chef du Fonds monétaire international, publie une lettre ouverte répondant aux critiques de son ancien collègue.
Rogoff le décrit comme un intellectuel prisonnier de sa tour d’ivoire, incapable d’admettre ses fautes, entretenant une vision dogmatique de l’économie et malhonnête dans sa critique du FMI. Par exemple, il s’attaque à ses prescriptions pour relancer les économies de pays émergents endettés, soit des politiques fiscales et monétaires expansionnistes. Selon Rogoff, ces politiques produiraient un niveau tel d’inflation qu’elles viendraient brider la croissance économique, « affectant la population entière, mais surtout les plus démunis ».
Il le compare à Arthur Laffer, expliquant que comme lui, Stiglitz s’inscrit dans une approche à l’économie qu’il qualifie de « voodoo economics », soit la croyance en des remèdes simplistes à des problèmes infiniment complexes.

## Publications
Aux côtés de ses publications académiques, Stiglitz est également l’auteur de Whither Socialism, un ouvrage plus littéraire visant à expliquer les raisons de l’échec de la mise en œuvre du socialisme en Europe de l’Est, par le rôle de l’information imparfaite dans les marchés. Stiglitz y dénonce également les idées fausses quant au libre marché théorique dans lequel opère le système capitaliste dans sa forme libérale.
En 2002, Stiglitz publia La Grande Désillusion (Globalization and its discontents), où il affirme que le FMI fait passer l’intérêt de son « principal actionnaire », les États-Unis, avant ceux des nations les moins favorisées qu’il a pourtant pour objectif de servir. D’autre part, en prenant comme exemple la crise asiatique de 1997 et la transition russe, Stiglitz soutient que les politiques préconisées par le FMI ont souvent aggravé les problèmes dont il avait à s’occuper, entraînant des conséquences sociales dévastatrices et un accroissement de la pauvreté. Ce livre a cependant été critiqué par de nombreux économistes, comme contenant des contre-vérités.
Dans cet ouvrage, qui devint un succès de librairie mondial (il a été traduit dans une trentaine de langues), il offre également quelques réflexions et inspirations aux altermondialistes, aux critiques des protestataires de Seattle ou Gênes à l’égard de la mondialisation actuelle. Ainsi en 2004, il a été l’un des invités principaux au Forum social mondial de Bombay (Inde) pour y exposer et débattre sa vision économique.
En 2003, dans Quand le capitalisme perd la tête (The Roaring Nineties), c’est en tant qu’ancien membre et président du Conseil économique du président Bill Clinton qu’il revient sur le rôle des décisions d’Alan Greenspan alors à la tête de la Réserve fédérale dans la récession économique de 2000 aux États-Unis. L’auteur concentre ensuite sa réflexion sur les dysfonctionnements de la sphère financière en critiquant la déréglementation incontrôlée du secteur financier et ses conséquences telles l’affaire Enron.
En 2007, le réalisateur Jacques Sarasin réalise pour le compte de l’hebdomadaire économique Challenges une série de 5 entretiens intitulés Où va le monde Monsieur Stiglitz ? avec les thématiques suivantes : « Où va la mondialisation ? », « L’économie mondiale », « Le système financier mondial », « Mondialisation et environnement », « La mondialisation et les Pays en développement ».
En 2010, Stiglitz publie Le triomphe de la cupidité (Freefall - America, Free Markets, and the Sinking of the World Economy), une analyse de la crise économique depuis l’éclatement de la bulle des subprimes en 2008 aux États-Unis. Il propose ensuite des réponses alternatives à la crise et des solutions durables pour assainir le capitalisme financier.
En 2016, il publie The Euro. How a Common Currency Threatens the Future of Europe, livre dans lequel il s'exprime de manière très négative contre l'euro, monnaie selon lui mal conçue dès le départ. Après d'autres auteurs, il dénonce notamment le traitement réservé à la Grèce lors de la crise de la dette publique grecque, l’absence de mécanismes d’ajustements entre les pays membres et le fait que la Banque centrale européenne ait un mandat centré exclusivement sur la stabilité des prix (maîtrise de l'inflation). Comme solution, il propose de diviser la zone euro en deux et de créer un euro pour l'Europe du Nord et un autre pour l'Europe du Sud,.

## Proposition alternative pour les pays en développement
Tout en n’étant pas altermondialiste, Joseph Stiglitz collabore avec les forums sociaux et partage certaines analyses : il est ainsi partisan d’une taxe (Tobin ou équivalente) sur les transactions financières et pour une régulation de la mondialisation. En Bolivie, il a également approuvé la nationalisation (ou la réappropriation) des hydrocarbures, qu’il a décrite comme un processus de « restitution de biens ».
De même, Stiglitz a fondé en 2000 l’« Initiative for a Policy Dialogue » à l’université Columbia, initiative qui s’est donné pour mission d’expliquer aux pays en développement qu’il y a des alternatives aux prescriptions du FMI. L’IPD organise également une formation pour journalistes, afin qu’ils puissent décrypter et analyser les propos émanant du FMI selon leurs propres paramètres.
L’IPD travaille en collaboration avec des instituts de recherche, dont certains du « Tiers Monde » et notamment l’ONG fondée par Martin Khor, Third World Network, accréditée auprès de l’ONU, du courant altermondialiste .

## Œuvres
Stiglitz a écrit de nombreux livres et articles. La liste suivante n’est pas exhaustive :

## Distinctions

### Récompenses et prix
- 1965 : Programme Fulbright[41]
- 1969 : Bourse Guggenheim
- 1979 : Médaille John-Bates-Clark[42]
- 1988 : Prix international de l'Académie des Lyncéens[43]
- 1997 : Prix H. C. Recktenwald en économie[44]
- 2001 : Prix de la Banque de Suède en sciences économiques en mémoire d'Alfred Nobel, avec Michael Spence et George Akerlof
- 2010 : Gerald Loeb Award (en) de l'Anderson School of Management pour son livre Capitalist Fools and Wall Street's Toxic Message[45]
- 2013 : Prix d'économie global (de) de l'Institut Kiel de l'économie mondiale (en)[46]
- 2014 : Prix Daniel Patrick Moynihan de l'American Academy of Political and Social Science (en)[47]
- 2018 : Prix Sydney de la paix[48]

### Sociétés savantes
- Membre de l'Académie européenne des sciences et des arts[49]
- 1972 : Membre de la Société d'économétrie[50]
- 1983 : Membre de l'Académie américaine des arts et des sciences[51]
- 1988 : Membre de l'Académie nationale des sciences, dans la section Sciences économiques[52]
- 1998 : Member de la Société américaine de philosophie, dans la section des Sciences Sociales[53]
- 2003 : Professeur de l'Académie pontificale des sciences sociales, dans la section économie et finance[43]
- 2009 : Membre étranger de la Royal Society[54]

### Décorations
- Officier de la Légion d'honneur Il est fait officier en 2013. Ses insignes ont été remises par l'ambassadeur de France aux États-Unis François Delattre[55].

### Doctorats honoris causa
Il a obtenu plus de 40 doctorats honoris causa :
- Université Waseda ( Japon)[56]
- Université de Georgetown ( États-Unis)[57]
- Amherst College ( États-Unis, 1974)
- Institut d'études politiques de Paris ( France, 13 novembre 2019)
- Université Ben Gourion du Néguev ( Israël, 1993)[43]
- Académie d'études économiques de Bucarest ( Roumanie, 9 décembre 1999)[58]
- Université de Lisbonne ( Portugal, 2000)[59]
- Université de Glasgow ( Royaume-Uni, 5 juillet 2001)[60]
- Université de Barcelone ( Espagne, 28 mai 2002)[61]
- Université Laval ( Canada, 25 juin 2002)[62]
- Université catholique de Louvain ( Belgique, janvier 2003)[63]
- Université de Durham ( Royaume-Uni, septembre 2005)[64]
- Université polytechnique de Valence ( Espagne, 23 mai 2006)[65]
- Université de Liège ( Belgique, janvier 2009)[66]
- Université de Cambridge ( Royaume-Uni, 2013)[67]
- Université Paris-Dauphine ( France, 27 juin 2013)[68]
- Université Harvard ( États-Unis, 2014)[69]
- Indiana University Northwest (en) ( États-Unis, 2014)[70]
- Université de Macao ( Chine, 28 mars 2014)[71]
- Université d'État de l'Arizona  États-Unis, 14 mai 2014)[72]
- École des hautes études commerciales de Paris ( France, janvier 2015)[73]
- Université de la République ( Uruguay, 14 décembre 2015)[74]
- École supérieure Sainte-Anne de Pise ( Italie, 11 mai 2017)[75]
- Scuola Superiore Studi Pavia IUSS (en) ( Italie, 11 mai 2017)[75]
- Université polytechnique des Marches ( Italie, 2 novembre 2017)[76]
- Université du Costa Rica ( Costa Rica, 15 avril 2018)[77]
- École normale supérieure de Lyon ( France, 5 novembre 2019)[78]

### Filmographie
- DVD : Où va le monde Monsieur Stiglitz ? (2009)
- Pas assez de volume ! (Notes sur l’OMC), documentaire de Vincent Glenn dévoilant les mécanismes et les objectifs de l’OMC et comprenant une interview de Joseph Eugene Stiglitz, 2003.
- DVD : Le monde selon Stiglitz, Périls et promesses de la globalisation, 2007,  (EAN 345-3-277-19884-5).
- Four Horsemen (en), film documentaire de 2012